# Općinska B nogometna liga Ludbreg 1976./77.
"Općinska B nogometna liga Ludbreg" za sezonu 1976./77., u organizaciji "ONS Ludbreg", koji je s redovitim ligaškim natjecanjima počeo u ovoj sezoni. 
 
Sudjelovalo je 12 klubova, a prvak je bio Dinamo" iz Vrbanovca. 

## Ljestvica
| mj. | klub                  | ut. | pob. | ner. | por. | gol+ | gol- | bod     |
| --- | --------------------- | --- | ---- | ---- | ---- | ---- | ---- | ------- |
| 1.  | Dinamo Vrbanovec      | 22  | 14   | 6    | 2    | 62   | 24   | 32      |
| 2.  | Partizan Poljanec     | 22  | 15   | 3    | 4    | 55   | 24   | 33      |
| 3.  | Plitvica Selnik       | 22  | 13   | 5    | 4    | 67   | 30   | 31      |
| 4.  | Podravac Sesvete      | 22  | 12   | 2    | 8    | 78   | 49   | 26      |
| 5.  | Drava Sveti Đurđ      | 22  | 10   | 4    | 8    | 64   | 55   | 24      |
| 6.  | Zadrugar Hrastovsko   | 22  | 9    | 4    | 9    | 47   | 50   | 21      |
| 7.  | Polet Martijanec      | 22  | 8    | 3    | 11   | 35   | 46   | 19      |
| 8.  | Mladost Sigetec       | 22  | 8    | 3    | 11   | 48   | 60   | 19      |
| 9.  | Komarnica             | 22  | 7    | 4    | 11   | 45   | 63   | 18      |
| 10. | Gora Globočec         | 22  | 7    | 2    | 13   | 45   | 64   | 16      |
| 11. | Dinamo Apatija        | 22  | 3    | 6    | 13   | 28   | 57   | 11 (-1) |
| 12. | Omladinac Madaraševac | 22  | 3    | 3    | 16   | 31   | 82   | 9       |

## Rezultatska križaljka
| kratica | klub                  | DINA | DINV | DRA | GORA | KOM | MLA | OML | PAR | PLI | POD | POL | ZAD |
| --- | --------------------- | ---- | ---- | --- | ---- | --- | --- | --- | --- | --- | --- | --- | --- |
| DINA | Dinamo Apatija        |      |      |     |      |     |     |     |     |     |     |     |     |
| DINV | Dinamo Vrbanovec      |      |      |     |      |     |     |     |     |     |     |     |     |
| DRA | Drava Sveti Đurđ      |      |      |     |      |     |     |     |     |     |     |     |     |
| GORA | Gora Globočec         |      |      |     |      |     |     |     |     |     |     |     |     |
| KOM | Komarnica             |      |      |     |      |     |     |     |     |     |     |     |     |
| MLA | Mladost Sigetec       |      |      |     |      |     |     |     |     |     |     |     |     |
| OML | Omladinac Madaraševac |      |      |     |      |     |     |     |     |     |     |     |     |
| PAR | Partizan Poljanec     |      |      |     |      |     |     |     |     |     |     |     |     |
| PLI | Plitvica Selnik       |      |      |     |      |     |     |     |     |     |     |     |     |
| POD | Podravac Sesvete      |      |      |     |      |     |     |     |     |     |     |     |     |
| POL | Polet Martijanec      |      |      |     |      |     |     |     |     |     |     |     |     |
| ZAD | Zadrugar Hrastovsko   |      |      |     |      |     |     |     |     |     |     |     |     |
| |                       |      |      |     |      |     |     |     |     |     |     |     |     |
| podebljan rezultat - utakmice od 1. do 11. kola (1. utakmica između klubova) rezultat normalne debljine - utakmice od 12. do 22. kola (2. utakmica između klubova) rezultat nakošen - nije vidljiv redoslijed odigravanja međusobnih utakmica iz dostupnih izvora rezultat smanjen * - iz dostupnih izvora nije uočljiv domaćin susreta prekrižen rezultat - poništena ili brisana utakmica p - utakmica prekinuta 3:0 p.f. / 0:3 p.f. - rezultat 3:0 bez borbe |                       |      |      |     |      |     |     |     |     |     |     |     |     |

 Izvori: